# Trisong Detsen
Trisong Detsen (Hán Việt: Ngật-lật-song Đề-tán (吃栗雙提贊), bo. trhisong detsen ཁྲི་སྲོང་ལྡེ་བཙན་, ཁྲི་སྲོང་ལྡེ་བཙན་), 742-798, là một ông vua rất có công trong việc truyền bá Phật pháp sang Tây Tạng. Dưới sự cầm quyền của ông, Phật giáo được truyền bá sang Tây Tạng một cách có hệ thống. Ông được xem là hoá thân của Bồ Tát Văn-thù-sư-lợi.
Ông sinh năm 742, lên ngôi năm 12 tuổi (754). Niềm tin nơi Phật pháp của ông vốn bắt nguồn từ bà mẹ sùng đạo - nguyên là một vị công chúa Trung Quốc với tên Kim Thành. Với sự giúp đỡ của bà mẹ, ông đã dẹp được phe chống Phật pháp được nhiều vị quan trong triều đình ủng hộ, mà cực đoan nhất là Tể tướng Mã Tướng (zh. 馬相, bo. ma-zhang མ་ཞང་). Sau đó, ông mời vị Đại sư Ấn Độ là Tịch Hộ (sa. śāntarakṣita) sang Tây Tạng hoằng pháp.
Ôn dịch, thiên tai là những dấu hiệu tiếp đón Tịch Hộ tại Tây Tạng. Nghe lời khuyên trước khi về nước của Tịch Hộ, Trisong Detsen mời Liên Hoa Sinh (sa. padmasambhava) sang trị những tai ương đang hoành hành. Vốn xuất thân từ Mật giáo, Liên Hoa Sinh tinh thông pháp thuật, cầu mưa, trừ tà... Chỉ một thời gian ngắn sau đó, các thiên tai đã được chinh phục, Tịch Hộ lại sang Tây Tạng tiếp tục sự nghiệp hoằng pháp và dịch kinh sách.
Dưới sự hộ trì của Trisong Detsen, Phật pháp được truyền bá rộng rãi tại Tây tạng. Năm 787, với sự giúp đỡ của Liên Hoa Sinh và Tịch Hộ, ông cho xây dựng ngôi chùa Tang-diên (bo. sam-ye བསམ་ཡས་), cách thủ đô Lhasa khoảng 60 km hướng Đông nam. Vị trụ trì đầu tiên ở chùa này là Tịch Hộ và dưới sự quản lý của sư, chùa này trở thành trung tâm Phật giáo đầu tiên tại Tây Tạng, nhiều kinh sách được dịch sang Tạng ngữ.
Cũng trong thời gian này, nhiều vị Đại sư Phật giáo người Trung Quốc đang giáo hoá tại Tây Tạng. Trisong Detsen ra lệnh triệu tập các vị Đại sư của hai trường phái Phật giáo - Ấn Độ và Trung Quốc - để tổ chức một buổi tranh luận công khai về giáo lý. Trưởng đoàn người Ấn là Liên Hoa Giới (sa. kamalaśīla), một môn đệ của Tịch Hộ. Trong phái đoàn Trung Quốc thì Hoà thượng Đại Thừa dẫn đầu. Phái đoàn Ấn Độ toàn thắng trong cuộc tranh luận này và các vị Đại sư Trung Quốc phải trở về nước.
Mặc dù rất có công với hiển giáo, tận tình giúp đỡ Tịch Hộ và môn đệ nhưng Trisong Detsen vẫn chú tâm đến Mật giáo và những phép bùa chú của Liên Hoa Sinh hơn. Truyền thống của tông Ninh-mã xếp ông vào 25 vị đệ tử chân truyền của Liên Hoa Sinh và chính ông cũng tổ chức một buổi lễ long trọng để tiễn biệt Liên Hoa Sinh.
Ông mất vào năm 798 qua một mũi tên của một thích khách.